# Superflat
Superflat est un mouvement d'art contemporain influencé par l'anime, le manga et par la pop-culture japonaise. C'est une attitude qui vise à analyser cette culture japonaise d'après-guerre à travers la sous-culture dite otaku.

## Description
« Superflat » signifie en anglais « super plat » et se réfère à diverses formes aplaties de l'art graphique japonais ainsi qu'à la superficialité de la culture consumériste japonaise. Le Superflat combine l'esthétique du pop art avec le kitsch de la culture kawaii et rappelle constamment les anime et mangas.
Takashi Murakami est considéré comme le chef de file de ce mouvement, mais on peut y adjoindre des artistes comme Yoshitomo Nara et Aya Takano (en). Certains animateurs ou mangaka sont également influencés par ce mouvement, en particulier deux artistes du Studio 4°C, Kôji Morimoto et Tatsuyuki Tanaka, mais aussi Hitoshi Tomizawa (en), l'auteur d'Alien 9.
Selon Murakami, « ce qui importe dans l'art japonais est la sensation de plat. Notre culture n'a pas de 3D ».

## Histoire

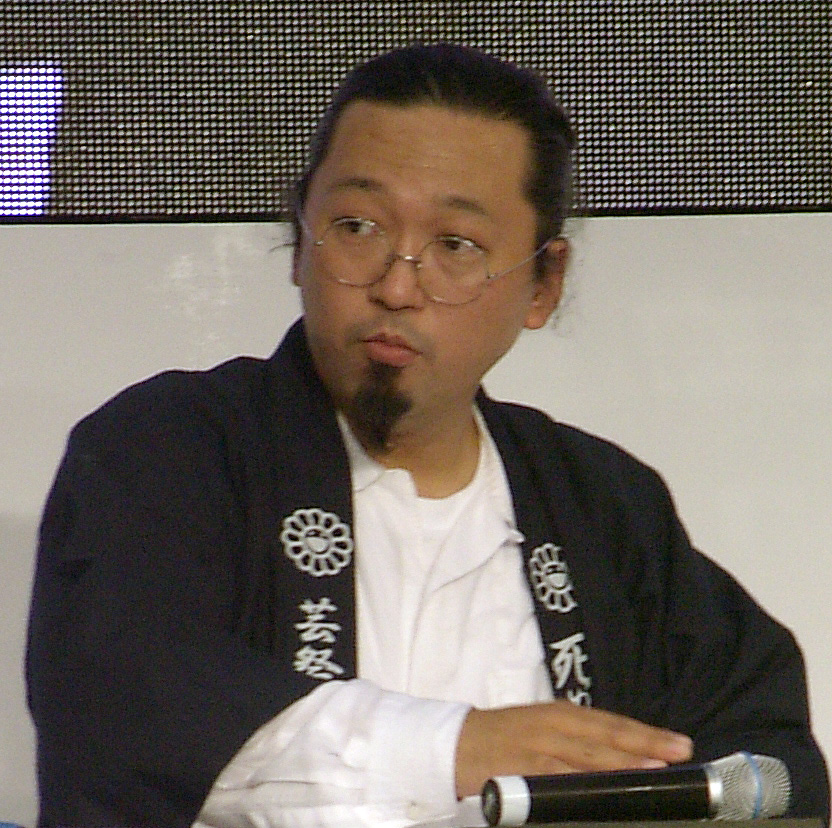
Takashi Murakami en 2006.

Takashi Murakami est un artiste japonais qui a étudié le nihonga à l'Université des arts de Tokyo. À la suite de séjours aux États-Unis et de la découverte d'œuvres telles que celles de Jeff Koons, il décide d'abandonner la peinture traditionnelle japonaise, et de s'orienter vers l'art dit otaku. Il développe une certaine notoriété autour de ses créations et définit au fur et à-mesure un nouveau style : le Superflat, né de l'idée que l'art visuel japonais ne reproduit pas le 3D, un constat dans lequel il engouffre l'interprétation de son œuvre, et élargit le concept à une remise en question de la société japonaise.
Il publicise le terme Superflat pour la première fois en 2001 lors d'une exposition à Los Angeles.
En 2002, la marque de luxe Louis Vuitton signe avec Takashi Murakami pour la création de produit tendance Superflat, ce qui permit à l'artiste de décliner pleinement son concept artistique sur un produit typiquement consumériste.